# Open Data Institute
L'Open Data Institute (ODI) è una società privata senza scopo di lucro a responsabilità limitata, con sede nel Regno Unito.
Lo scopo dell'ODI è:
Dal momento dell'apertura dell'Open Data Institute, l'organizzazione è stata travolta da richieste per la creazione di organizzazioni con programmi simili in tutto il mondo. Questo ha portato allo sviluppo di nodi in tutto il mondo, che hanno adottato gli stessi obiettivi di diffusione per sviluppare i principi della tecnologia open data. Attualmente ci sono 13 nodi che fungono da catalizzatori per lo sviluppo del business open data e formazione.